# Tiro esportivo nos Jogos Pan-Americanos de 2023 - Pistola 25 m feminino
A competição da pistola 25 m feminino do tiro esportivo nos Jogos Pan-Americanos de 2023 foi disputada em 24 de outubro de 2023 no Polígono de Tiro, em Pudahuel. Um total de 24 atiradoras de 15 Comitês Olímpicos Nacionais (CON) participaram do evento.

## Calendário
Horário local (UTC−3).
| Data          | Hora  | Fase                       |
| ------------- | ----- | -------------------------- |
| 24 de outubro | 9:00  | Qualificatória – precisão  |
| 24 de outubro | 11:00 | Qualificatória – agilidade |
| 24 de outubro | 13:30 | Final                      |

## Medalhistas
| Ouro   | MEX Alejandra Zavala |
| Prata  | ECU Diana Durango    |
| Bronze | USA Alexis Lagan     |

## Resultados

### Qualificatória
As oito primeiras atiradoras se classificam para a final.
| Pos. | Atiradora           | CON                                 | Precisão | Precisão | Precisão | Precisão | Agilidade | Agilidade | Agilidade | Agilidade | Total   | Notas |
| Pos. | Atiradora           | CON                                 | 1        | 2        | 3        | Total    | 1         | 2         | 3         | Total     | Total   | Notas |
| ---- | ------------------- | ----------------------------------- | -------- | -------- | -------- | -------- | --------- | --------- | --------- | --------- | ------- | ----- |
| 1    | Lisa Emmert         | USA Estados Unidos                  | 96       | 97       | 97       | 290      | 99        | 92        | 98        | 289       | 579-14x | Q     |
| 2    | Alejandra Zavala    | MEX México                          | 96       | 94       | 95       | 285      | 97        | 99        | 97        | 293       | 578-13x | Q     |
| 3    | Andrea Ibarra       | MEX México                          | 95       | 93       | 94       | 282      | 97        | 98        | 96        | 291       | 573-14x | Q     |
| 4    | Diana Durango       | ECU Equador                         | 96       | 93       | 94       | 283      | 98        | 98        | 94        | 290       | 573-13x | Q     |
| 5    | Andrea Pérez        | ECU Equador                         | 94       | 98       | 93       | 285      | 97        | 95        | 95        | 287       | 572-14x | Q     |
| 6    | Alexis Lagan        | USA Estados Unidos                  | 94       | 94       | 95       | 283      | 95        | 97        | 96        | 288       | 571-15x | Q     |
| 7    | Laina Pérez         | CUB Cuba                            | 88       | 95       | 95       | 278      | 95        | 98        | 98        | 291       | 569-12x | Q     |
| 8    | Maribel Pineda      | VEN Venezuela                       | 93       | 97       | 95       | 285      | 92        | 92        | 95        | 279       | 564-10x | Q     |
| 9    | Brianda Rivera      | PER Peru                            | 88       | 95       | 89       | 272      | 96        | 98        | 98        | 292       | 564-7x  |       |
| 10   | Cibele Breide       | BRA Brasil                          | 89       | 94       | 90       | 273      | 98        | 96        | 95        | 289       | 562-14x |       |
| 11   | Elizabeth Gustafson | CAN Canadá                          | 94       | 97       | 99       | 290      | 89        | 91        | 91        | 271       | 561-14x |       |
| 12   | Miriam Quintanilla  | PER Peru                            | 91       | 91       | 94       | 276      | 93        | 97        | 94        | 284       | 560-10x |       |
| 13   | Juana Rueda         | COL Colômbia                        | 94       | 93       | 94       | 281      | 89        | 93        | 96        | 278       | 559-14x |       |
| 14   | Lynda Kiejko        | CAN Canadá                          | 93       | 91       | 93       | 277      | 97        | 90        | 95        | 282       | 559-12x |       |
| 15   | Ana Luiza Ferrão    | BRA Brasil                          | 85       | 94       | 89       | 268      | 96        | 96        | 95        | 287       | 555-12x |       |
| 16   | Milena Morales      | ESA El Salvador                     | 90 9     | 6        | 93       | 279      | 89        | 95        | 90        | 274       | 553-13x |       |
| 17   | Sheyla González     | CUB Cuba                            | 89       | 92       | 91       | 272      | 95        | 95        | 91        | 281       | 553-7x  |       |
| 18   | Macarena Caballero  | CHI Chile                           | 94       | 94       | 94       | 282      | 90        | 87        | 93        | 270       | 552-12x |       |
| 19   | Lucía Menéndez      | EAI Equipe de Atletas Independentes | 96       | 90       | 94       | 280      | 87        | 90        | 94        | 271       | 551-13x |       |
| 20   | Laura Ramos         | ARG Argentina                       | 97       | 94       | 91       | 282      | 92        | 91        | 86        | 269       | 551-9x  |       |
| 21   | Stefany Figueroa    | EAI Equipe de Atletas Independentes | 92       | 88       | 92       | 272      | 94        | 94        | 91        | 279       | 551-8x  |       |
| 22   | Jocelyn Núñez       | CHI Chile                           | 92       | 92       | 93       | 277      | 92        | 90        | 90        | 272       | 549-9x  |       |
| 23   | Jennifer Valentín   | PUR Porto Rico                      | 88       | 86       | 89       | 263      | 84        | 80        | 89        | 253       | 516-5x  |       |
| 24   | Tessonna Alleyne    | BAR Barbados                        | 84       | 81       | 86       | 251      | 91        | 88        | 78        | 257       | 508-7x  |       |

### Final
| Pos.              | Atiradora            | 1º estágio | 1º estágio | 1º estágio | 2º estágio – eliminação | 2º estágio – eliminação | 2º estágio – eliminação | 2º estágio – eliminação | 2º estágio – eliminação | 2º estágio – eliminação | 2º estágio – eliminação | Total | Notas                            |
| ----------------- | -------------------- | ---------- | ---------- | ---------- | ----------------------- | ----------------------- | ----------------------- | ----------------------- | ----------------------- | ----------------------- | ----------------------- | ----- | -------------------------------- |
| Medalha de ouro   | MEX Alejandra Zavala | 3          | 6          | 9          | 13                      | 18                      | 20                      | 24                      | 25                      | 26                      | 29                      | 29    | Recorde dos Jogos Pan-Americanos |
| Medalha de prata  | ECU Diana Durango    | 3          | 5          | 9          | 12                      | 15                      | 17                      | 20                      | 25                      | 27                      | 28                      | 28    |                                  |
| Medalha de bronze | USA Alexis Lagan     | 2          | 4          | 8          | 13                      | 15                      | 19                      | 22                      | 24                      | —                       | —                       | 24    |                                  |
| 4                 | USA Lisa Emmert      | 2          | 6          | 9          | 12                      | 14                      | 16                      | 20                      | —                       | —                       | —                       | 22    |                                  |
| 5                 | MEX Andrea Ibarra    | 3          | 5          | 7          | 11                      | 14                      | 16                      | —                       | —                       | —                       | —                       | 19    |                                  |
| 6                 | CUB Laina Pérez      | 1          | 5          | 7          | 8                       | 11                      | —                       | —                       | —                       | —                       | —                       | 14    |                                  |
| 7                 | ECU Andrea Pérez     | 2          | 3          | 7          | 10                      | —                       | —                       | —                       | —                       | —                       | —                       | 10    |                                  |
| 8                 | VEN Maribel Pineda   | 1          | 2          | 4          | —                       | —                       | —                       | —                       | —                       | —                       | —                       | 5     |                                  |